# Lupang Hinirang
Lupang Hinirang er Filippinernes nationalmelodi. Melodien er skrevet af Julian Felipe som et instrumentalt march som daværende filippinske president, Emilio Aguinaldo, havde bemyndiget til brug for Filippinernes uafhængigheds erklæring den 12. juni 1898. Titlen på den nye march var på spansk Marcha Nacional Filipina da den blev anerkendt som nationalmelodi den 11. juni 1898, dagen før Filippinernes uafhængighed fra Spanien. I august 1899 skrev en soldat, Jose Palma, digten Filipinas på spansk. Digten blev til nationalmelodiens text.
I 1920'erne besluttede den amerikanske kolonimagt at oversætte nationalmelodien til engelsk. Den mest populær oversættelse, kaldet Philippine Hymn, var skrevet af Senator Camilo Osias og en amerikaner, Mary A. Lane. Dette oversættelse blev legaliseret af den Filippinske kongress i 1938.
Tagalog oversættelser dukkede op i 1940'erne. Den mest populær var O Sintang Lupa skrevet af Julian Cruz Balmaceda, Ildefonso Santos, and Francisco Caballo. Den blev legaliseret som nationalmelodiens text i 1948. Den Tagalog text blev revideret til den Filippinsk text i 1956 og igen i 1962 som Lupang Hinirang.

## SpanskText:Filipinas
af Jose Palma; officielt text fra 1899
Tierra adorada

Hija del sol de Oriente,

Su fuego ardiente,

En ti latiendo está.
¡Patria de amores!

Del heroismo cuna,

Los invasores

No te hollarán jamás.
En tu azul cielo, en tus auras,

En tus montes y en tu mar

Esplende y late el poema

De tu amada libertad.
Tu pabellón, que en las lides

La victoria iluminó,

No verá nunca apagados

Sus estrellas y su sol.
Tierra de dichas, del sol y de amores,

En tu regazo dulce es vivir.

Es una gloria para tus hijos,

Cuando te ofenden, por ti morir.

## EngelskText:Philippine Hymn
oversat af Senator Camilo Osias og Mary A. Lane; officielt text fra 1938
Land of the morning, 

Child of the sun returning,

With fervor burning,
 
Thee do our souls adore.
Land dear and holy,

Cradle of noble heroes,

Ne'er shall invaders,

Trample thy sacred shores.
Even within thy skies and through thy clouds,

And o'er thy hills and seas.

Do we behold the radiance,

Feel the throb of glorious liberty.
Thy banner, dear to all our hearts,

Its sun and stars alight.

O, never shall its shining fields,

Be dimmed by tyrant's might!
Beautiful land of love, O land of light,

In thine embrace 'tis rapture to lie.

But it is glory ever, when thou art wronged,

For us, thy sons, to suffer and die.

## Filippinsk/TagalogText:Lupang Hinirang
oversat til Tagalog af Julian Cruz Balmaceda, Ildefonso Santos, and Francisco Caballo; seneste revideret udgave officielt fra 1962
Bayang magiliw

Perlas ng Silanganan,

Alab ng puso,

Sa dibdib mo'y buhay.
Lupang Hinirang,

Duyan ka ng magiting,

Sa manlulupig,

Di ka pasisiil.
Sa dagat at bundok,
 
Sa simoy at sa langit mong bughaw,

May dilag ang tula

At awit sa paglayang minamahal.
Ang kislap ng watawat mo'y

Tagumpay na nagniningning,

Ang bituin at araw niya

Kailan pa ma'y di magdidilim.
Lupa ng araw, ng luwalhati't pagsinta,

Buhay ay langit sa piling mo;

Aming ligaya, na pag may mang-aapi
 
Ang mamatay nang dahil sa iyo.